# Wolfgang Riedel (Literaturwissenschaftler)
Wolfgang Riedel (* 31. Mai 1952 in Mellrichstadt, Unterfranken) ist ein deutscher Literaturwissenschaftler und Hochschullehrer.

## Leben
Riedel studierte von 1971 bis 1979 Germanistik an den Universitäten Würzburg, Marburg und Freie Universität Berlin, zunächst in Verbindung mit Psychologie und Kunstgeschichte, später mit Philosophie und Geschichte. Von 1984 bis 1989 war er Wissenschaftlicher Mitarbeiter an den Universitäten Heidelberg und Berlin. Von 1989 bis 1995 war er Wissenschaftlicher Assistent am Fachbereich Germanistik der Freien Universität Berlin (Lehrstuhl Hans-Jürgen Schings). Im Jahr 1984 promovierte er über Die Anthropologie des jungen Schiller. 1995 folgten seine Habilitation und Ernennung zum Privatdozenten an der FU Berlin.
Im Jahr 1998 wurde Riedel zum Professor für Neuere Deutsche Literatur an der Julius-Maximilians-Universität Würzburg ernannt. Von 2002 bis 2007 war er Dekan der Philosophischen Fakultät II. Von 2007 bis 2019 hatte Riedel dort den Lehrstuhl für Neuere Deutsche Literatur- und Ideengeschichte inne. Nach seiner Emeritierung war er bis zur Neubesetzung seines Lehrstuhls von 2019 bis 2022 weiterhin als Senior Professor tätig. Von 2007 bis 2009 war er Gründungsdekan der neuen, fusionierten Philosophischen Fakultät I. Von 2009 bis 2018 war er Vizepräsident für Studium und Lehre an der Universität Würzburg, bis 2015 im Hauptamt, anschließend im Nebenamt. Seit 2011 ist Riedel ordentliches Mitglied der Bayerischen Akademie der Wissenschaften.